# Alpinia parksii
Alpinia parksii är en enhjärtbladig växtart som först beskrevs av John Wynn Gillespie, och fick sitt nu gällande namn av Albert Charles Smith. Alpinia parksii ingår i släktet Alpinia och familjen Zingiberaceae.
Artens utbredningsområde är Fiji. Inga underarter finns listade i Catalogue of Life.